# Byala (Varna)
Pour les articles homonymes, voir Byala.
Byala (bulgare : Бяла) est une ville située dans l'est de la Bulgarie.

## Géographie

### Géographie physique
Byala est située dans l'est de la Bulgarie, à 433 km à l'est de la capitale Sofia, à mi chemin des deux grandes villes côtières Varna et Bourgas. La ville est le chef-lieu de la commune de Byala.

### Géographie humaine
| 1926 | 1934  | 1946  | 1956  | 1965  | 1975  | 1985  | 1992  | 2001  |
| ---- | ----- | ----- | ----- | ----- | ----- | ----- | ----- | ----- |
| -    | 2 249 | 2 416 | 2 407 | 2 530 | 2 624 | 2 488 | 2 416 | 2 108 |

| 2011  | 2021  | 2022  | - | - | - | - | - | - |
| ----- | ----- | ----- | - | - | - | - | - | - |
| 2 011 | 2 227 | 2 053 | - | - | - | - | - | - |

## Galerie

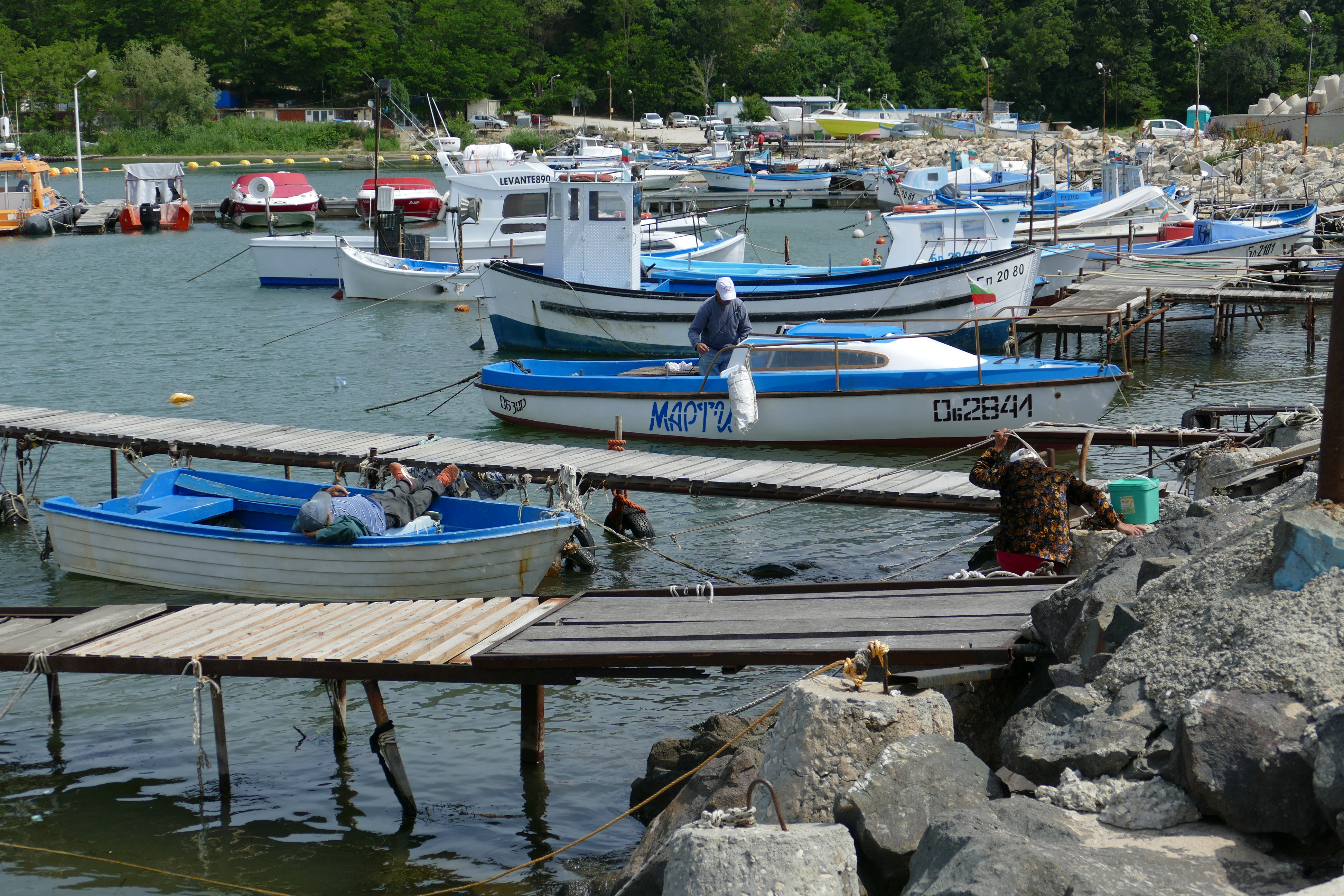
Le port de Byala
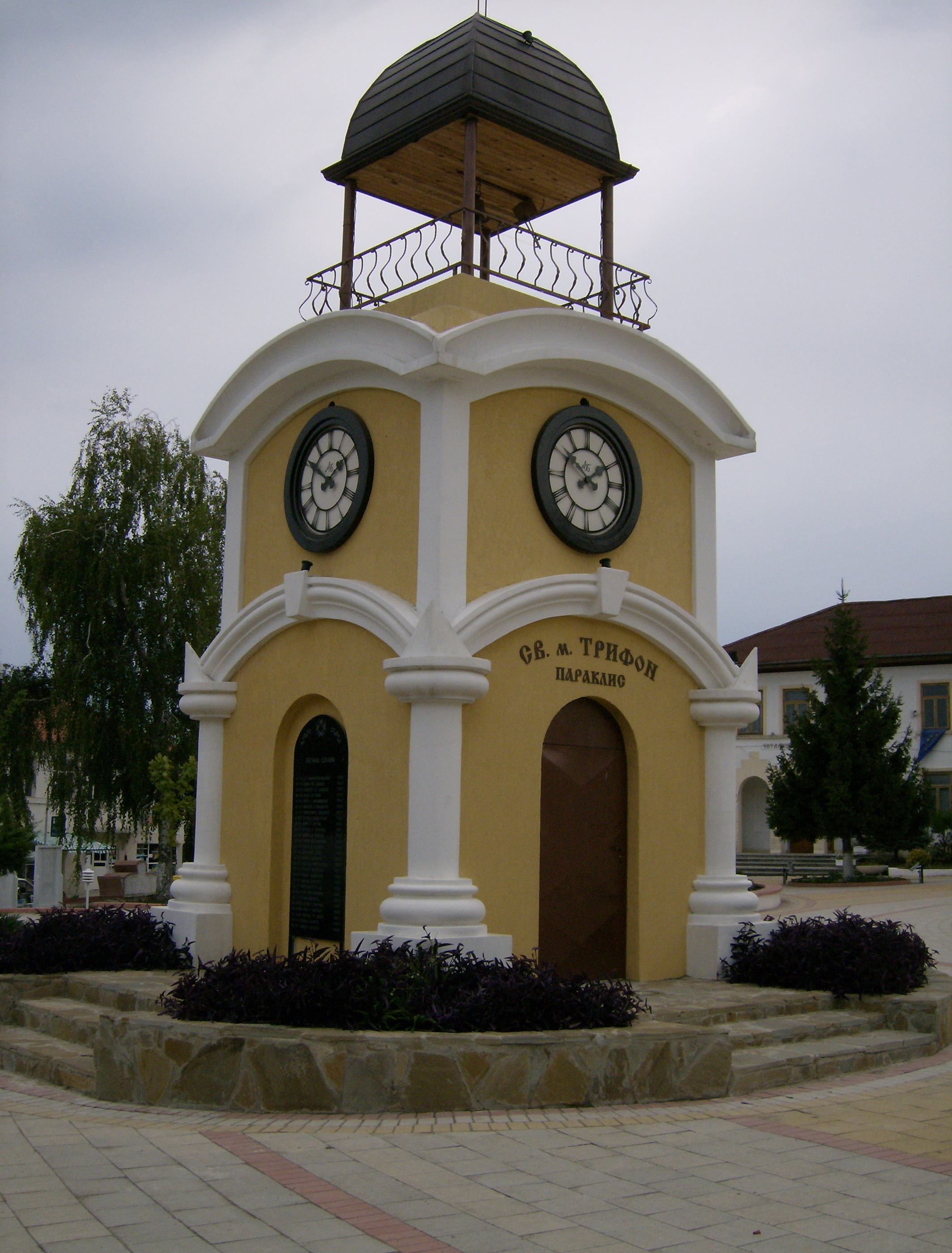
La chapelle Saint-Triphon
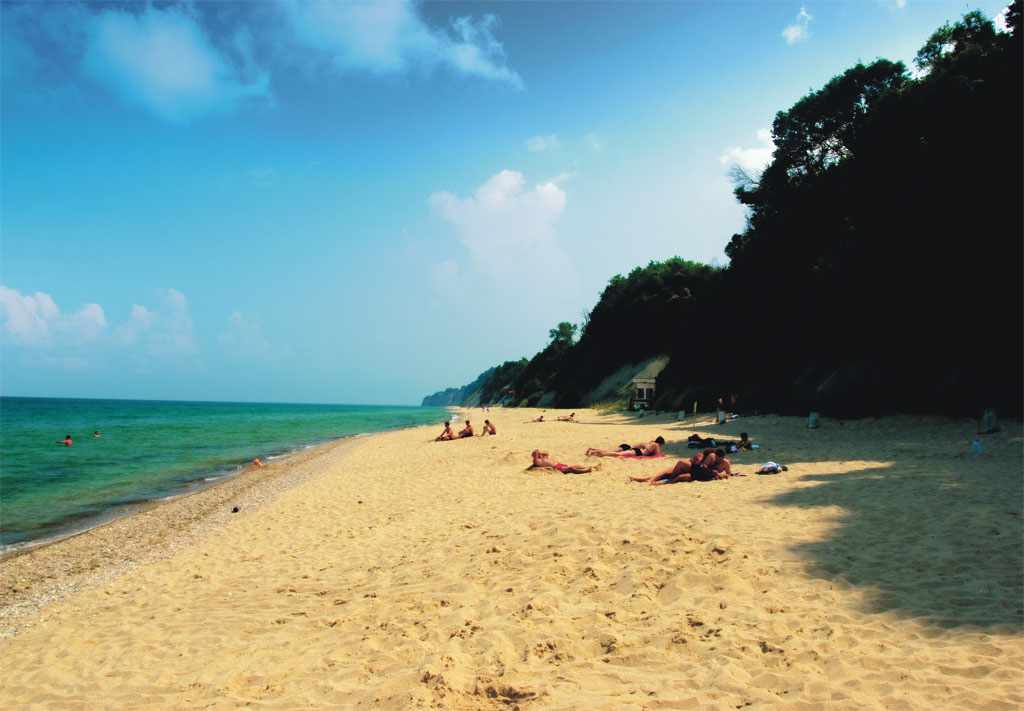
La plage nudiste de Kara Déré